# Katrin Loo
Katrin Loo (* 2. Januar 1991 in Tallinn) ist eine estnische Fußballspielerin, die beim FC Flora Tallinn spielt. Sie ist derzeit Kapitänin und Rekordspielerin der estnischen Fußballnationalmannschaft der Frauen.

## Karriere
Loo spielt seit 2005 für die Frauenfußballabteilung des FC Flora Tallinn sehr erfolgreich. Des Weiteren bestritt sie auch mehrere Länderspiele für die Frauenfußballnationalmannschaft Estlands sowie für U-17 und U-19 Auswahl des Landes. Das Debüt in der A-Nationalmannschaft gab sie im Länderspiel gegen Malta im Juni 2008, nachdem sie für Ave Pajo eingewechselt wurde. Am 14. Juni 2019 bestritt sie beim Baltic-Cup gegen Lettland ihr 100. Länderspiel. In der Qualifikation für die EM 2022 gelang ihr das einzige Tor für ihre Mannschaft.